# カットダウン
カットダウンとは、外科的に静脈を露出させ、直視下で静脈にカテーテルを挿入する手技である。外傷や循環血液量減少性ショックの際など、末梢静脈カテーテルの留置が困難または不可能な場合の静脈路確保を目的として行われる。大伏在静脈が最もよく使用される。この手技は、セルディンガー法などの中心静脈カテーテル留置や骨髄内輸液のための安全な手技が開発され、また超音波ガイドにより、カットダウン法を行わずに中心静脈カテーテルを留置できるようになったため、あまり行われなくなった。

## 手技
皮膚を消毒し、覆布をかけ、緊急時以外は麻酔をかける。大伏在静脈を内果（medial malleolus）の表面で確認し、全層横切開を行い、静脈の2cmを周囲の構造物から剥離する。血管を遠位側で縛り、近位部を切断（静脈切開）して緩やかに拡張し、静脈切開部からカテーテルを挿入し、静脈とカテーテルの周囲をより近位側で結紮して固定する。点滴セットをカテーテルに接続して手技を完了する。

## 合併症
カットダウンの合併症には、蜂窩織炎、血腫、静脈炎、静脈後壁の穿孔、静脈血栓症、神経および動脈切断などがある。この手技は、大伏在静脈と密接な経路を通る伏在神経を損傷し、下腿内側の皮膚感覚を喪失する可能性がある。外傷患者/循環血液量減少性ショック患者における最近の病院前の骨髄内輸液の発展と普及により、カットダウン法が時代遅れのものとなって久しい。